# Tadeusz Adamski (hokeista na trawie)
Tadeusz Adamski (ur. 19 lipca 1922 w Poznaniu, zm. 28 grudnia 2001 tamże) – polski hokeista na trawie, olimpijczyk.

## Życiorys
Był synem Franciszka i Agnieszki z d. Laboga. Absolwent zasadniczej szkoły zawodowej (kontroler techniczny). W czasie kariery sportowej bronił barw klubów poznańskich: Czarnych, Lecha i Grunwaldu. Wraz z drużyną Czarnych był mistrzem Polski w 1937. Grał również w reprezentacji narodowej i w 1952 uczestniczył w igrzyskach olimpijskich w Helsinkach; wystąpił w dwóch meczach turnieju olimpijskiego. Reprezentacja Polski zajęła w imprezie 6. miejsce (na 12 startujących). Na boisku grał jako pomocnik.
Po zakończeniu kariery zawodniczej był trenerem, prowadził m.in. Grunwald i Pocztowca Poznań. Był także aktywny jako działacz i sędzia hokeja na trawie. Został odznaczony m.in. Brązowym Krzyżem Zasługi (1948) oraz odznaką „Zasłużony Mistrz Sportu” (1967).
W hokeja grali również jego bracia Leon i Marian (w drużynie Czarnych Poznań). Z kolei w Lechu Poznań sport ten uprawiał syn Jerzy. Ponadto z małżeństwa z Janiną Zając miał dwie córki (Elżbietę i Krystynę).
Został pochowany na Cmentarzu Junikowo w Poznaniu (pole15 kwatera D-5-18).